# برگ‌پوش سوماترا
برگ‌پوش سوماترا (نام علمی: Chloropsis media) نام یک گونه از خانواده برگ‌پوش است.